# Фрёкен Юлия (фильм, 1951)
«Фрёкен Юлия» (швед. Fröken Julie) — шведский художественный фильм по одноимённой пьесе Августа Стриндберга.
Швеция, конец XIX века. Графская дочь Юлия собирается бежать из родительского дома за границу с лакеем Яном.

## В ролях
| Актёр               | Роль                      |
| ------------------- | ------------------------- |
| Анита Бьёрк         | Юлия                      |
| Ульф Пальме         | Ян                        |
| Марта Дорфф         | Кристина , кухарка        |
| Лисси Аланд         | графиня Берта , мать Юлии |
| Андерс Хенриксон    | граф Карл , отец Юлии     |
| Инга Гилл           | Виола                     |
| Оке Фридель         | Роберт                    |
| Макс фон Сюдов      | Ханд                      |
| Курт-Улоф Сандстрем | жених Юлии                |
| Ингер Норберг       | Юлия в детстве            |
| Ян Хагерман         | Ян в детстве              |

## Съёмочная группа
- Сценарий и режиссёр: Альф Шёберг по пьесеЮхана Августа Стриндберга
- Оператор: Göran Strindberg
- Композитор: Даг Вирен
- Продюсер: Руне Вальдекранц

## Награды
- Гран-при Каннского международного кинофестиваля 1951 года.